# Tour de Norvège féminin 2018
La 5e édition du Tour de Norvège féminin a lieu du 17 août au 19 août 2018. La course est la vingtième manche de l'UCI World Tour. Elle se déroule à Halden une semaine après l'Open de Suède Vårgårda, ville qui se trouve à deux cents kilomètres de là.
Marianne Vos remporte les trois étapes au sprint et s'impose donc au classement général et au classement par points. Emilia Fahlin est deuxième du classement général devant Coryn Rivera. Katarzyna Niewiadoma  est la meilleure grimpeuse,  Chiara Consonni la meilleure jeune et Sunweb la meilleure équipe.

## Équipes
| Équipes féminines professionnelles (19)- Alé Cipollini - Astana Women's - Bepink - Boels Dolmans - BTC City Ljubljana - Canyon-SRAM Racing - Cylance - FDJ-Nouvelle Aquitaine-Futuroscope - Hitec Products-Birk Sport - Lotto Soudal Ladies - Mitchelton-Scott - Movistar Team - Sunweb - Tibco-Silicon Valley Bank - Trek-Drops - Valcar PBM - Virtu - WaowDeals - Wiggle High5 Équipes nationales (2)- Norvège - Suède |
| |

## Étapes
| Étape     | Date    | Villes étapes                    | type            | Distance (km) | Vainqueur d'étape | Leader du classement général |
| --------- | ------- | -------------------------------- | --------------- | ------------- | ----------------- | ---------------------------- |
| 1re étape | 17 août | Rakkestad – Mysen                | étape de plaine | 127,7         | Marianne Vos      | Marianne Vos                 |
| 2e étape  | 18 août | Fredrikstad – Sarpsborg          | étape de plaine | 127,6         | Marianne Vos      | Marianne Vos                 |
| 3e étape  | 19 août | Vieux pont de Svinesund – Halden | étape de plaine | 154           | Marianne Vos      | Marianne Vos                 |

## Déroulement de la course

### 1reétape
Marianne Vos remporte les deux premiers sprints intermédiaires. Dans la côte placée au kilomètre quatre-vingt-sept, une trentaine de coureuses s'extirpent. Katarzyna Niewiadoma accélère, mais le peloton ne la laisse pas partir. Au kilomètre cent-cinq, Karol-Ann Canuel attaque à son tour. Elle compte une minute d'avance à douze kilomètres de l'arrivée. Floortje Mackaij part ensuite à sa poursuite. Elle est reprise. Dans le dernier kilomètre, la Canadienne est toujours en tête. Elle n'est rattrapée qu'à cent mètres de la ligne. Au sprint, Marianne Vos devance de peu Emilia Fahlin.
| \| Classement de l'étape \| Classement de l'étape \| Classement de l'étape \| Classement de l'étape \| Classement de l'étape \| \| Coureuse \| Coureuse \| Pays \| Équipe \| Temps \| \| --------------------- \| --------------------- \| --------------------- \| --------------------- \| --------------------- \| \| 1re \| Marianne Vos \| Pays-Bas \| WaowDeals \| 3 h 18 min 03 s \| \| 2e \| Emilia Fahlin \| Suède \| Wiggle High5 \| + 0 s \| \| 3e \| Coryn Rivera \| États-Unis \| Sunweb \| + 0 s \| \| 4e \| Gracie Elvin \| Australie \| Mitchelton-Scott \| + 0 s \| \| 5e \| Chloe Hosking \| Australie \| Alé Cipollini \| + 0 s \| \| 6e \| Małgorzata Jasińska \| Pologne \| Movistar Team \| + 0 s \| \| 7e \| Eva Buurman \| Pays-Bas \| Trek-Drops \| + 0 s \| \| 8e \| Christine Majerus \| Luxembourg \| Boels Dolmans \| + 0 s \| \| 9e \| Chiara Consonni \| Italie \| Valcar PBM \| + 0 s \| \| 10e \| Aude Biannic \| France \| Movistar Team \| + 0 s \| |                     |            |                  |                 |
| |                     |            |                  |                 |
| Source : ProCyclingStats |                     |            |                  |                 |
| Classement de l'étape |                     |            |                  |                 |
| Coureuse | Coureuse            | Pays       | Équipe           | Temps           |
| 1re | Marianne Vos        | Pays-Bas   | WaowDeals        | 3 h 18 min 03 s |
| 2e | Emilia Fahlin       | Suède      | Wiggle High5     | + 0 s           |
| 3e | Coryn Rivera        | États-Unis | Sunweb           | + 0 s           |
| 4e | Gracie Elvin        | Australie  | Mitchelton-Scott | + 0 s           |
| 5e | Chloe Hosking       | Australie  | Alé Cipollini    | + 0 s           |
| 6e | Małgorzata Jasińska | Pologne    | Movistar Team    | + 0 s           |
| 7e | Eva Buurman         | Pays-Bas   | Trek-Drops       | + 0 s           |
| 8e | Christine Majerus   | Luxembourg | Boels Dolmans    | + 0 s           |
| 9e | Chiara Consonni     | Italie     | Valcar PBM       | + 0 s           |
| 10e | Aude Biannic        | France     | Movistar Team    | + 0 s           |

| \| Classement général \| Classement général \| Classement général \| Classement général \| Classement général \| \| Coureuse \| Coureuse \| Pays \| Équipe \| Temps \| \| ------------------ \| ------------------- \| ------------------ \| ------------------ \| ------------------ \| \| 1re \| Marianne Vos \| Pays-Bas \| WaowDeals \| 3 h 17 min 47 s \| \| 2e \| Coryn Rivera \| États-Unis \| Sunweb \| + 9 s \| \| 3e \| Emilia Fahlin \| Suède \| Wiggle High5 \| + 10 s \| \| 4e \| Christine Majerus \| Luxembourg \| Boels Dolmans \| + 13 s \| \| 5e \| Gracie Elvin \| Australie \| Mitchelton-Scott \| + 16 s \| \| 6e \| Chloe Hosking \| Australie \| Alé Cipollini \| + 16 s \| \| 7e \| Małgorzata Jasińska \| Pologne \| Movistar Team \| + 16 s \| \| 8e \| Eva Buurman \| Pays-Bas \| Trek-Drops \| + 16 s \| \| 9e \| Chiara Consonni \| Italie \| Valcar PBM \| + 16 s \| \| 10e \| Aude Biannic \| France \| Movistar Team \| + 16 s \| |                     |            |                  |                 |
| |                     |            |                  |                 |
| Source : ProCyclingStats |                     |            |                  |                 |
| Classement général |                     |            |                  |                 |
| Coureuse | Coureuse            | Pays       | Équipe           | Temps           |
| 1re | Marianne Vos        | Pays-Bas   | WaowDeals        | 3 h 17 min 47 s |
| 2e | Coryn Rivera        | États-Unis | Sunweb           | + 9 s           |
| 3e | Emilia Fahlin       | Suède      | Wiggle High5     | + 10 s          |
| 4e | Christine Majerus   | Luxembourg | Boels Dolmans    | + 13 s          |
| 5e | Gracie Elvin        | Australie  | Mitchelton-Scott | + 16 s          |
| 6e | Chloe Hosking       | Australie  | Alé Cipollini    | + 16 s          |
| 7e | Małgorzata Jasińska | Pologne    | Movistar Team    | + 16 s          |
| 8e | Eva Buurman         | Pays-Bas   | Trek-Drops       | + 16 s          |
| 9e | Chiara Consonni     | Italie     | Valcar PBM       | + 16 s          |
| 10e | Aude Biannic        | France     | Movistar Team    | + 16 s          |

### 2eétape
L'étape se court sous la pluie. Comme la veille s'adjuge les deux sprints bonifications. Le peloton est groupé lors de son arrivée sur le circuit final. Il se scinde en plusieurs parties sous l'impulsion de Lucinda Brand. Le sprint en côte est lancée par Katarzyna Niewiadoma. Seule Marianne Vos la suit puis la dépasse. Emilia Fahlin est de nouveau deuxième.
| \| Classement de l'étape \| Classement de l'étape \| Classement de l'étape \| Classement de l'étape \| Classement de l'étape \| \| Coureuse \| Coureuse \| Pays \| Équipe \| Temps \| \| --------------------- \| --------------------- \| --------------------- \| --------------------- \| --------------------- \| \| 1re \| Marianne Vos \| Pays-Bas \| WaowDeals \| 3 h 11 min 15 s \| \| 2e \| Emilia Fahlin \| Suède \| Wiggle High5 \| + 0 s \| \| 3e \| Katarzyna Niewiadoma \| Pologne \| Canyon-SRAM Racing \| + 0 s \| \| 4e \| Christine Majerus \| Luxembourg \| Boels Dolmans \| + 3 s \| \| 5e \| Aude Biannic \| France \| Movistar Team \| + 3 s \| \| 6e \| Christina Siggaard \| Danemark \| Virtu Cycling Women \| + 7 s \| \| 7e \| Coryn Rivera \| États-Unis \| Sunweb \| + 8 s \| \| 8e \| Eva Buurman \| Pays-Bas \| Trek-Drops \| + 8 s \| \| 9e \| Lucinda Brand \| Pays-Bas \| Sunweb \| + 8 s \| \| 10e \| Floortje Mackaij \| Pays-Bas \| Sunweb \| + 8 s \| |                      |            |                     |                 |
| |                      |            |                     |                 |
| Source : ProCyclingStats |                      |            |                     |                 |
| Classement de l'étape |                      |            |                     |                 |
| Coureuse | Coureuse             | Pays       | Équipe              | Temps           |
| 1re | Marianne Vos         | Pays-Bas   | WaowDeals           | 3 h 11 min 15 s |
| 2e | Emilia Fahlin        | Suède      | Wiggle High5        | + 0 s           |
| 3e | Katarzyna Niewiadoma | Pologne    | Canyon-SRAM Racing  | + 0 s           |
| 4e | Christine Majerus    | Luxembourg | Boels Dolmans       | + 3 s           |
| 5e | Aude Biannic         | France     | Movistar Team       | + 3 s           |
| 6e | Christina Siggaard   | Danemark   | Virtu Cycling Women | + 7 s           |
| 7e | Coryn Rivera         | États-Unis | Sunweb              | + 8 s           |
| 8e | Eva Buurman          | Pays-Bas   | Trek-Drops          | + 8 s           |
| 9e | Lucinda Brand        | Pays-Bas   | Sunweb              | + 8 s           |
| 10e | Floortje Mackaij     | Pays-Bas   | Sunweb              | + 8 s           |

| \| Classement général \| Classement général \| Classement général \| Classement général \| Classement général \| \| Coureuse \| Coureuse \| Pays \| Équipe \| Temps \| \| ------------------ \| -------------------- \| ------------------ \| ------------------------- \| ------------------ \| \| 1re \| Marianne Vos \| Pays-Bas \| WaowDeals \| 6 h 28 min 46 s \| \| 2e \| Emilia Fahlin \| Suède \| Wiggle High5 \| + 18 s \| \| 3e \| Katarzyna Niewiadoma \| Pologne \| Canyon-SRAM Racing \| + 28 s \| \| 4e \| Coryn Rivera \| États-Unis \| Sunweb \| + 31 s \| \| 5e \| Christine Majerus \| Luxembourg \| Boels Dolmans \| + 31 s \| \| 6e \| Aude Biannic \| France \| Movistar Team \| + 35 s \| \| 7e \| Eva Buurman \| Pays-Bas \| Trek-Drops \| + 40 s \| \| 8e \| Lucinda Brand \| Pays-Bas \| Sunweb \| + 40 s \| \| 9e \| Floortje Mackaij \| Pays-Bas \| Sunweb \| + 40 s \| \| 10e \| Alison Jackson \| Canada \| Tibco-Silicon Valley Bank \| + 48 s \| |                      |            |                           |                 |
| |                      |            |                           |                 |
| Source : ProCyclingStats |                      |            |                           |                 |
| Classement général |                      |            |                           |                 |
| Coureuse | Coureuse             | Pays       | Équipe                    | Temps           |
| 1re | Marianne Vos         | Pays-Bas   | WaowDeals                 | 6 h 28 min 46 s |
| 2e | Emilia Fahlin        | Suède      | Wiggle High5              | + 18 s          |
| 3e | Katarzyna Niewiadoma | Pologne    | Canyon-SRAM Racing        | + 28 s          |
| 4e | Coryn Rivera         | États-Unis | Sunweb                    | + 31 s          |
| 5e | Christine Majerus    | Luxembourg | Boels Dolmans             | + 31 s          |
| 6e | Aude Biannic         | France     | Movistar Team             | + 35 s          |
| 7e | Eva Buurman          | Pays-Bas   | Trek-Drops                | + 40 s          |
| 8e | Lucinda Brand        | Pays-Bas   | Sunweb                    | + 40 s          |
| 9e | Floortje Mackaij     | Pays-Bas   | Sunweb                    | + 40 s          |
| 10e | Alison Jackson       | Canada     | Tibco-Silicon Valley Bank | + 48 s          |

### 3eétape
Un groupe de sept coureuses part en début d'étape. Il est constitué de : Anna Christian, Maria Giulia Confalonieri, Sara Olsson, Sara Penton, Lourdes Oyarbide, Ane Santesteban et Silvia Valsecchi. Son avance culmine à trois minutes trente au kilomètre soixante-sept. Il est cependant repris. Soraya Paladin attaque ensuite. Rachel Neylan part à sa poursuite. Elles sont également reprise au début du circuit final. À treize kilomètres de la ligne, Gracie Elvin sort à son tour du peloton. Le peloton la reprend cinq kilomètres plus loin quand Lucinda Brand tente de contrer. Le sprint est lancé par Chiara Consonni, mais Marianne Vos la remonte et s'impose donc pour la troisième journée consécutive. Elle gagne logiquement le classement général.
| \| Classement de l'étape \| Classement de l'étape \| Classement de l'étape \| Classement de l'étape \| Classement de l'étape \| \| Coureuse \| Coureuse \| Pays \| Équipe \| Temps \| \| --------------------- \| ------------------------- \| --------------------- \| --------------------- \| --------------------- \| \| 1re \| Marianne Vos \| Pays-Bas \| WaowDeals \| 3 h 49 min 14 s \| \| 2e \| Coryn Rivera \| États-Unis \| Sunweb \| + 0 s \| \| 3e \| Emilia Fahlin \| Suède \| Wiggle High5 \| + 0 s \| \| 4e \| Chloe Hosking \| Australie \| Alé Cipollini \| + 0 s \| \| 5e \| Lotte Kopecky \| Belgique \| Lotto Soudal Ladies \| + 0 s \| \| 6e \| Maria Giulia Confalonieri \| Italie \| Valcar PBM \| + 0 s \| \| 7e \| Christine Majerus \| Luxembourg \| Boels Dolmans \| + 0 s \| \| 8e \| Chiara Consonni \| Italie \| Valcar PBM \| + 0 s \| \| 9e \| Christina Siggaard \| Danemark \| Virtu Cycling Women \| + 0 s \| \| 10e \| Gracie Elvin \| Australie \| Mitchelton-Scott \| + 0 s \| |                           |            |                     |                 |
| |                           |            |                     |                 |
| Source : ProCyclingStats |                           |            |                     |                 |
| Classement de l'étape |                           |            |                     |                 |
| Coureuse | Coureuse                  | Pays       | Équipe              | Temps           |
| 1re | Marianne Vos              | Pays-Bas   | WaowDeals           | 3 h 49 min 14 s |
| 2e | Coryn Rivera              | États-Unis | Sunweb              | + 0 s           |
| 3e | Emilia Fahlin             | Suède      | Wiggle High5        | + 0 s           |
| 4e | Chloe Hosking             | Australie  | Alé Cipollini       | + 0 s           |
| 5e | Lotte Kopecky             | Belgique   | Lotto Soudal Ladies | + 0 s           |
| 6e | Maria Giulia Confalonieri | Italie     | Valcar PBM          | + 0 s           |
| 7e | Christine Majerus         | Luxembourg | Boels Dolmans       | + 0 s           |
| 8e | Chiara Consonni           | Italie     | Valcar PBM          | + 0 s           |
| 9e | Christina Siggaard        | Danemark   | Virtu Cycling Women | + 0 s           |
| 10e | Gracie Elvin              | Australie  | Mitchelton-Scott    | + 0 s           |

## Classements finals

### Classement général final
| \| Classement général \| Classement général \| Classement général \| Classement général \| Classement général \| \| Coureuse \| Coureuse \| Pays \| Équipe \| Temps \| \| ------------------ \| -------------------- \| ------------------ \| ------------------------- \| ------------------ \| \| 1re \| Marianne Vos \| Pays-Bas \| WaowDeals \| 10 h 17 min 49 s \| \| 2e \| Emilia Fahlin \| Suède \| Wiggle High5 \| + 22 s \| \| 3e \| Coryn Rivera \| États-Unis \| Sunweb \| + 33 s \| \| 4e \| Christine Majerus \| Luxembourg \| Boels Dolmans \| + 37 s \| \| 5e \| Katarzyna Niewiadoma \| Pologne \| Canyon-SRAM Racing \| + 39 s \| \| 6e \| Aude Biannic \| France \| Movistar Team \| + 46 s \| \| 7e \| Eva Buurman \| Pays-Bas \| Trek-Drops \| + 51 s \| \| 8e \| Floortje Mackaij \| Pays-Bas \| Sunweb \| + 51 s \| \| 9e \| Alison Jackson \| Canada \| Tibco-Silicon Valley Bank \| + 59 s \| \| 10e \| Lucinda Brand \| Pays-Bas \| Sunweb \| + 1 min 00 s \| |                      |            |                           |                  |
| |                      |            |                           |                  |
| Source : ProCyclingStats |                      |            |                           |                  |
| Classement général |                      |            |                           |                  |
| Coureuse | Coureuse             | Pays       | Équipe                    | Temps            |
| 1re | Marianne Vos         | Pays-Bas   | WaowDeals                 | 10 h 17 min 49 s |
| 2e | Emilia Fahlin        | Suède      | Wiggle High5              | + 22 s           |
| 3e | Coryn Rivera         | États-Unis | Sunweb                    | + 33 s           |
| 4e | Christine Majerus    | Luxembourg | Boels Dolmans             | + 37 s           |
| 5e | Katarzyna Niewiadoma | Pologne    | Canyon-SRAM Racing        | + 39 s           |
| 6e | Aude Biannic         | France     | Movistar Team             | + 46 s           |
| 7e | Eva Buurman          | Pays-Bas   | Trek-Drops                | + 51 s           |
| 8e | Floortje Mackaij     | Pays-Bas   | Sunweb                    | + 51 s           |
| 9e | Alison Jackson       | Canada     | Tibco-Silicon Valley Bank | + 59 s           |
| 10e | Lucinda Brand        | Pays-Bas   | Sunweb                    | + 1 min 00 s     |

### UCI World Tour

#### Points attribués
| Position                  | 1er | 2e  | 3e  | 4e  | 5e | 6e | 7e | 8e | 9e | 10e | 11e | 12e | 13e | 14e | 15e | 16e à 30e | 31e à 40e |  |  |  |
| Classement général        | 200 | 150 | 125 | 100 | 85 | 70 | 60 | 50 | 40 | 35  | 30  | 25  | 20  | 15  | 10  | 5         | 3         |  |  |  |
| Étapes et demi-étapes     | 25  | 20  | 18  | 16  | 14 | 12 | 10 | 8  | 6  | 4   |     |     |     |     |     |           |           |  |  |  |
| Port du maillot de leader | 5   |     |     |     |    |    |    |    |    |     |     |     |     |     |     |           |           |  |  |  |

### Classements annexes
| Classement par points | Classement par points | Classement par points | Classement par points | Classement par points |
| Coureuse              | Coureuse              | Pays                  | Équipe                | Points                |
| --------------------- | --------------------- | --------------------- | --------------------- | --------------------- |
| 1re                   | Marianne Vos          | Pays-Bas              | WaowDeals             | 42 pts                |
| 2e                    | Emilia Fahlin         | Suède                 | Wiggle High5          | 22 pts                |
| 3e                    | Coryn Rivera          | États-Unis            | Sunweb                | 20 pts                |
| 4e                    | Christine Majerus     | Luxembourg            | Boels Dolmans         | 16 pts                |
| 5e                    | Chloe Hosking         | Australie             | Alé Cipollini         | 5 pts                 |
| 6e                    | Katarzyna Niewiadoma  | Pologne               | Canyon-SRAM Racing    | 4 pts                 |
| 7e                    | Gracie Elvin          | Australie             | Mitchelton-Scott      | 3 pts                 |
| 8e                    | Aude Biannic          | France                | Movistar Team         | 2 pts                 |
| 9e                    | Lotte Kopecky         | Belgique              | Lotto Soudal Ladies   | 2 pts                 |
| 10e                   | Małgorzata Jasińska   | Pologne               | Movistar Team         | 1 pt                  |

| Classement par points | Classement par points | Classement par points | Classement par points | Classement par points |
| Coureuse              | Coureuse              | Pays                  | Équipe                | Points                |
| --------------------- | --------------------- | --------------------- | --------------------- | --------------------- |
| 1re                   | Marianne Vos          | Pays-Bas              | WaowDeals             | 42 pts                |
| 2e                    | Emilia Fahlin         | Suède                 | Wiggle High5          | 22 pts                |
| 3e                    | Coryn Rivera          | États-Unis            | Sunweb                | 20 pts                |
| 4e                    | Christine Majerus     | Luxembourg            | Boels Dolmans         | 16 pts                |
| 5e                    | Chloe Hosking         | Australie             | Alé Cipollini         | 5 pts                 |
| 6e                    | Katarzyna Niewiadoma  | Pologne               | Canyon-SRAM Racing    | 4 pts                 |
| 7e                    | Gracie Elvin          | Australie             | Mitchelton-Scott      | 3 pts                 |
| 8e                    | Aude Biannic          | France                | Movistar Team         | 2 pts                 |
| 9e                    | Lotte Kopecky         | Belgique              | Lotto Soudal Ladies   | 2 pts                 |
| 10e                   | Małgorzata Jasińska   | Pologne               | Movistar Team         | 1 pt                  |

| Classement de la montagne | Classement de la montagne | Classement de la montagne | Classement de la montagne | Classement de la montagne |
| Coureuse                  | Coureuse                  | Pays                      | Équipe                    | Points                    |
| ------------------------- | ------------------------- | ------------------------- | ------------------------- | ------------------------- |
| 1re                       | Katarzyna Niewiadoma      | Pologne                   | Canyon-SRAM Racing        | 12 pts                    |
| 2e                        | Mavi García               | Espagne                   | Movistar Team             | 8 pts                     |
| 3e                        | Anna Christian            | Royaume-Uni               | Trek-Drops                | 4 pts                     |
| 4e                        | Trixi Worrack             | Allemagne                 | Canyon-SRAM Racing        | 3 pts                     |
| 5e                        | Ane Santesteban           | Espagne                   | Alé Cipollini             | 3 pts                     |
| 6e                        | Megan Guarnier            | États-Unis                | Boels Dolmans             | 2 pts                     |
| 7e                        | Elisa Longo Borghini      | Italie                    | Wiggle High5              | 2 pts                     |
| 8e                        | Lourdes Oyarbide          | Espagne                   | Movistar Team             | 2 pts                     |
| 9e                        | Lucinda Brand             | Pays-Bas                  | Sunweb                    | 1 pt                      |
| 10e                       | Liane Lippert             | Allemagne                 | Sunweb                    | 1 pt                      |

| Classement de la montagne | Classement de la montagne | Classement de la montagne | Classement de la montagne | Classement de la montagne |
| Coureuse                  | Coureuse                  | Pays                      | Équipe                    | Points                    |
| ------------------------- | ------------------------- | ------------------------- | ------------------------- | ------------------------- |
| 1re                       | Katarzyna Niewiadoma      | Pologne                   | Canyon-SRAM Racing        | 12 pts                    |
| 2e                        | Mavi García               | Espagne                   | Movistar Team             | 8 pts                     |
| 3e                        | Anna Christian            | Royaume-Uni               | Trek-Drops                | 4 pts                     |
| 4e                        | Trixi Worrack             | Allemagne                 | Canyon-SRAM Racing        | 3 pts                     |
| 5e                        | Ane Santesteban           | Espagne                   | Alé Cipollini             | 3 pts                     |
| 6e                        | Megan Guarnier            | États-Unis                | Boels Dolmans             | 2 pts                     |
| 7e                        | Elisa Longo Borghini      | Italie                    | Wiggle High5              | 2 pts                     |
| 8e                        | Lourdes Oyarbide          | Espagne                   | Movistar Team             | 2 pts                     |
| 9e                        | Lucinda Brand             | Pays-Bas                  | Sunweb                    | 1 pt                      |
| 10e                       | Liane Lippert             | Allemagne                 | Sunweb                    | 1 pt                      |

| Classement du meilleur jeune | Classement du meilleur jeune | Classement du meilleur jeune | Classement du meilleur jeune | Classement du meilleur jeune |
| Coureuse                     | Coureuse                     | Pays                         | Équipe                       | Temps                        |
| ---------------------------- | ---------------------------- | ---------------------------- | ---------------------------- | ---------------------------- |
| 1re                          | Chiara Consonni              | Italie                       | Valcar PBM                   | 10 h 18 min 53 s             |
| 2e                           | Liane Lippert                | Allemagne                    | Sunweb                       | + 0 s                        |
| 3e                           | Jeanne Korevaar              | Pays-Bas                     | WaowDeals                    | + 1 min 53 s                 |
| 4e                           | Susanne Andersen             | Norvège                      | Hitec Products-Birk Sport    | + 2 min 14 s                 |
| 5e                           | Amalie Dideriksen            | Danemark                     | Boels Dolmans                | + 2 min 24 s                 |
| 6e                           | Silvia Persico               | Italie                       | Valcar PBM                   | + 2 min 28 s                 |
| 7e                           | Abby-Mae Parkinson           | Royaume-Uni                  | Trek-Drops                   | + 3 min 18 s                 |
| 8e                           | Sofia Bertizzolo             | Italie                       | Astana Women's Team          | + 5 min 54 s                 |
| 9e                           | Karlijn Swinkels             | Pays-Bas                     | Alé Cipollini                | + 6 min 01 s                 |
| 10e                          | Lisa Klein                   | Allemagne                    | Canyon-SRAM Racing           | + 6 min 31 s                 |

| Classement du meilleur jeune | Classement du meilleur jeune | Classement du meilleur jeune | Classement du meilleur jeune | Classement du meilleur jeune |
| Coureuse                     | Coureuse                     | Pays                         | Équipe                       | Temps                        |
| ---------------------------- | ---------------------------- | ---------------------------- | ---------------------------- | ---------------------------- |
| 1re                          | Chiara Consonni              | Italie                       | Valcar PBM                   | 10 h 18 min 53 s             |
| 2e                           | Liane Lippert                | Allemagne                    | Sunweb                       | + 0 s                        |
| 3e                           | Jeanne Korevaar              | Pays-Bas                     | WaowDeals                    | + 1 min 53 s                 |
| 4e                           | Susanne Andersen             | Norvège                      | Hitec Products-Birk Sport    | + 2 min 14 s                 |
| 5e                           | Amalie Dideriksen            | Danemark                     | Boels Dolmans                | + 2 min 24 s                 |
| 6e                           | Silvia Persico               | Italie                       | Valcar PBM                   | + 2 min 28 s                 |
| 7e                           | Abby-Mae Parkinson           | Royaume-Uni                  | Trek-Drops                   | + 3 min 18 s                 |
| 8e                           | Sofia Bertizzolo             | Italie                       | Astana Women's Team          | + 5 min 54 s                 |
| 9e                           | Karlijn Swinkels             | Pays-Bas                     | Alé Cipollini                | + 6 min 01 s                 |
| 10e                          | Lisa Klein                   | Allemagne                    | Canyon-SRAM Racing           | + 6 min 31 s                 |

| Classement par équipes | Classement par équipes             | Classement par équipes | Classement par équipes |
| Équipe                 | Équipe                             | Pays                   | Temps                  |
| ---------------------- | ---------------------------------- | ---------------------- | ---------------------- |
| 1re                    | Sunweb                             | Pays-Bas               | 30 h 56 min 00 s       |
| 2e                     | Movistar Team                      | Espagne                | + 21 s                 |
| 3e                     | Boels Dolmans                      | Pays-Bas               | + 30 s                 |
| 4e                     | Mitchelton-Scott                   | Australie              | + 1 min 33 s           |
| 5e                     | WaowDeals                          | Pays-Bas               | + 4 min 40 s           |
| 6e                     | Canyon-SRAM Racing                 | Allemagne              | + 7 min 02 s           |
| 7e                     | BTC City Ljubljana                 | Slovénie               | + 7 min 19 s           |
| 8e                     | FDJ-Nouvelle Aquitaine-Futuroscope | France                 | + 7 min 42 s           |
| 9e                     | Wiggle High5                       | Royaume-Uni            | + 8 min 36 s           |
| 10e                    | Alé Cipollini                      | Italie                 | + 9 min 39 s           |

| Classement par équipes | Classement par équipes             | Classement par équipes | Classement par équipes |
| Équipe                 | Équipe                             | Pays                   | Temps                  |
| ---------------------- | ---------------------------------- | ---------------------- | ---------------------- |
| 1re                    | Sunweb                             | Pays-Bas               | 30 h 56 min 00 s       |
| 2e                     | Movistar Team                      | Espagne                | + 21 s                 |
| 3e                     | Boels Dolmans                      | Pays-Bas               | + 30 s                 |
| 4e                     | Mitchelton-Scott                   | Australie              | + 1 min 33 s           |
| 5e                     | WaowDeals                          | Pays-Bas               | + 4 min 40 s           |
| 6e                     | Canyon-SRAM Racing                 | Allemagne              | + 7 min 02 s           |
| 7e                     | BTC City Ljubljana                 | Slovénie               | + 7 min 19 s           |
| 8e                     | FDJ-Nouvelle Aquitaine-Futuroscope | France                 | + 7 min 42 s           |
| 9e                     | Wiggle High5                       | Royaume-Uni            | + 8 min 36 s           |
| 10e                    | Alé Cipollini                      | Italie                 | + 9 min 39 s           |

## Évolution des classements
| Étape              | Vainqueur          | Classement général | Classement par points | Classement de la montagne | Classement de la meilleure jeune | Classement de la meilleure Norvégienne | Classement par équipes |
| ------------------ | ------------------ | ------------------ | --------------------- | ------------------------- | -------------------------------- | -------------------------------------- | ---------------------- |
| 1.                 | Marianne Vos       | Marianne Vos       | Marianne Vos          | Katarzyna Niewiadoma      | Chiara Consonni                  | Susanne Andersen                       | Movistar               |
| 2                  | Marianne Vos       | Marianne Vos       | Marianne Vos          | Katarzyna Niewiadoma      | Chiara Consonni                  | Susanne Andersen                       | Sunweb                 |
| 3                  | Marianne Vos       | Marianne Vos       | Marianne Vos          | Katarzyna Niewiadoma      | Chiara Consonni                  | Susanne Andersen                       | Sunweb                 |
| Classements finals | Classements finals | Marianne Vos       | Marianne Vos          | Katarzyna Niewiadoma      | Chiara Consonni                  | Susanne Andersen                       | Sunweb                 |

## Liste des participantes
| Légende                             | Légende                                                                                                  | Légende                                | Légende                                                                                         |
| ----------------------------------- | --- | -------------------------------------- | ----------------------------------------------------------------------------------------------- |
| Num                                 | Dossard de départ porté par le coureur sur cette Tour de Norvège féminin                                 | Pos                                    | Position finale au classement général                                                           |
| Leader du classement général        | Indique le vainqueur du classement général                                                               | Leader du classement par points        | Indique le vainqueur du classement par points                                                   |
| Leader du classement de la montagne | Indique le vainqueur du classement de la montagne                                                        | Leader du classement du meilleur jeune | Indique le vainqueur du classement du meilleur jeune                                            |
|                                     | Indique un maillot de champion national ou mondial, suivi de sa spécialité                               | #                                      | Indique la meilleure équipe                                                                     |
| NP                                  | Indique un coureur qui n'a pas pris le départ d'une étape, suivi du numéro de l'étape où il s'est retiré | AB                                     | Indique un coureur qui n'a pas terminé une étape, suivi du numéro de l'étape où il s'est retiré |
| HD                                  | Indique un coureur qui a terminé une étape hors des délais, suivi du numéro de l'étape                   | DSQ                                    | Indique un coureur qui a été disqualifié de la course, suivi du numéro de l'étape               |
| *                                   | Indique un coureur en lice pour le classement du meilleur jeune (coureurs nés après le )                 |                                        |                                                                                                 |

| WaowDeals WAD | WaowDeals WAD              | WaowDeals WAD |
| ------------- | -------------------------- | ------------- |
| Num           | Coureur                    | Pos           |
| 1             | Jeanne Korevaar* (NED)     | 25e           |
| 2             | Anouska Koster (NED)       | 53e           |
| 3             | Riejanne Markus (NED)      | 42e           |
| 4             | Pauliena Rooijakkers (NED) | AB-3          |
| 5             | Marianne Vos (NED)         | 1er           |
| 6             | Danielle Rowe (GBR)        | 38e           |

| Boels-Dolmans DLT | Boels-Dolmans DLT                 | Boels-Dolmans DLT |
| ----------------- | --------------------------------- | ----------------- |
| Num               | Coureur                           | Pos               |
| 11                | Skylar Schneider* (USA)           | 56e               |
| 12                | Anna Plichta (POL)                | 88e               |
| 13                | Christine Majerus (LUX) (route)   | 4e                |
| 14                | Megan Guarnier (USA)              | 18e               |
| 15                | Karol-Ann Canuel (CAN)            | 36e               |
| 16                | Amalie Dideriksen * (USA) (route) | 29e               |

| Mitchelton-Scott MTS | Mitchelton-Scott MTS       | Mitchelton-Scott MTS |
| -------------------- | -------------------------- | -------------------- |
| Num                  | Coureur                    | Pos                  |
| 21                   | Amanda Spratt (AUS)        | 23e                  |
| 22                   | Gracie Elvin (AUS)         | 11e                  |
| 23                   | Lucy Kennedy (AUS)         | NP-2                 |
| 24                   | Alexandra Manly* (AUS)     | 52e                  |
| 25                   | Annemiek Van Vleuten (NED) | 19e                  |
| 26                   | Jessica Allen (AUS)        | 90e                  |

| Sunweb# SUN | Sunweb# SUN                   | Sunweb# SUN |
| ----------- | ----------------------------- | ----------- |
| Num         | Coureur                       | Pos         |
| 31          | Lucinda Brand (NED)           | 10e         |
| 32          | Leah Kirchmann (CAN)          | 35e         |
| 33          | Liane Lippert * (GER) (route) | 15e         |
| 34          | Floortje Mackaij (NED)        | 8e          |
| 35          | Coryn Rivera (USA) (route)    | 3e          |
| 36          | Ruth Winder (USA)             | 57e         |

| Canyon-SRAM CSR | Canyon-SRAM CSR            | Canyon-SRAM CSR |
| --------------- | -------------------------- | --------------- |
| Num             | Coureur                    | Pos             |
| 41              | Tiffany Cromwell (AUS)     | 44e             |
| 42              | Katarzyna Niewiadoma (POL) | 5e              |
| 43              | Lisa Klein * (GER)         | 45e             |
| 44              | Christa Riffel* (GER)      | 83e             |
| 45              | Alexis Ryan (USA)          | 21e             |
| 46              | Trixi Worrack (GER)        | 48e             |

| Wiggle High5 WHT | Wiggle High5 WHT           | Wiggle High5 WHT |
| ---------------- | -------------------------- | ---------------- |
| Num              | Coureur                    | Pos              |
| 51               | Elisa Longo Borghini (ITA) | 24e              |
| 52               | Kirsten Wild (NED)         | 47e              |
| 53               | Emilia Fahlin (SWE)        | 2e               |
| 54               | Julie Leth (DEN)           | 70e              |
| 55               | Grace Garner * (GBR)       | AB-2             |
| 56               | Annette Edmondson (AUS)    | AB-3             |

| Alé Cipollini ALE | Alé Cipollini ALE       | Alé Cipollini ALE |
| ----------------- | ----------------------- | ----------------- |
| Num               | Coureur                 | Pos               |
| 61                | Chloe Hosking (AUS)     | 20e               |
| 62                | Anna Trevisi (ITA)      | 72e               |
| 63                | Ane Santesteban (ESP)   | 60e               |
| 64                | Roxane Knetemann (NED)  | 75e               |
| 65                | Soraya Paladin (ITA)    | 37e               |
| 66                | Karlijn Swinkels* (NED) | 40e               |

| FDJ-Nouvelle Aquitaine-Futuroscope FUT | FDJ-Nouvelle Aquitaine-Futuroscope FUT | FDJ-Nouvelle Aquitaine-Futuroscope FUT |
| -------------------------------------- | -------------------------------------- | -------------------------------------- |
| Num                                    | Coureur                                | Pos                                    |
| 71                                     | Maëlle Grossetête * (FRA)              | AB-3                                   |
| 73                                     | Lauren Kitchen (AUS)                   | 71e                                    |
| 74                                     | Greta Richioud * (FRA)                 | 46e                                    |
| 75                                     | Rozanne Slik (NED)                     | 16e                                    |
| 76                                     | Moniek Tenniglo (NED)                  | 17e                                    |

| BTC City Ljubljana BTC | BTC City Ljubljana BTC        | BTC City Ljubljana BTC |
| ---------------------- | ----------------------------- | ---------------------- |
| Num                    | Coureur                       | Pos                    |
| 81                     | Eugenia Bujak (SLO)           | 34e                    |
| 82                     | Polona Batagelj (SLO) (route) | 32e                    |
| 83                     | Ursa Pintar (SLO)             | AB-2                   |
| 84                     | Anastasia Iakovenko (RUS)     | 82e                    |
| 85                     | Maaike Boogaard* (NED)        | AB-1                   |
| 86                     | Hanna Nilsson (SWE)           | 22e                    |

| Hitec Products HPU | Hitec Products HPU         | Hitec Products HPU |
| ------------------ | -------------------------- | ------------------ |
| Num                | Coureur                    | Pos                |
| 91                 | Susanne Andersen* (NOR)    | 27e                |
| 92                 | Ingrid Lorvik (NOR)        | 79e                |
| 93                 | Vita Heine (NOR) (route)   | 64e                |
| 94                 | Ingvild Gåskjenn (NOR)     | NP-3               |
| 95                 | Thea Thorsen (NOR)         | AB-3               |
| 96                 | Line Marie Gulliksen (NOR) | AB-1               |

| Astana Women's Team ASA | Astana Women's Team ASA  | Astana Women's Team ASA |
| ----------------------- | ------------------------ | ----------------------- |
| Num                     | Coureur                  | Pos                     |
| 101                     | Martina Alzini * (ITA)   | NP-2                    |
| 102                     | Sofia Bertizzolo * (ITA) | 39e                     |
| 104                     | Elena Pirrone* (ITA)     | 76e                     |
| 106                     | Lara Vieceli (ITA)       | AB-2                    |

| Virtu Cycling TVC | Virtu Cycling TVC          | Virtu Cycling TVC |
| ----------------- | -------------------------- | ----------------- |
| Num               | Coureur                    | Pos               |
| 111               | Christina Siggaard (DEN)   | 26e               |
| 112               | Louise Norman Hansen (DEN) | 89e               |
| 113               | Mieke Kröger (GER)         | 58e               |
| 114               | Sara Penton (SWE)          | 41e               |
| 115               | Emilie Moberg (NOR)        | AB-1              |
| 116               | Katrine Aalerud (NOR)      | 49e               |

| Valcar-PBM VAL | Valcar-PBM VAL                  | Valcar-PBM VAL |
| -------------- | ------------------------------- | -------------- |
| Num            | Coureur                         | Pos            |
| 121            | Maria Giulia Confalonieri (ITA) | 54e            |
| 122            | Silvia Persico * (ITA)          | 31e            |
| 123            | Chiara Consonni* (ITA)          | 12e            |
| 124            | Dalia Muccioli (ITA)            | 66e            |
| 125            | Asja Paladin (ITA)              | 80e            |
| 126            | Ilaria Sanguineti (ITA)         | 55e            |

| Lotto Soudal LSL | Lotto Soudal LSL          | Lotto Soudal LSL |
| ---------------- | ------------------------- | ---------------- |
| Num              | Coureur                   | Pos              |
| 131              | Lotte Kopecky (BEL) 28e   |                  |
| 133              | Julie van de Velde (BEL)  | 87e              |
| 134              | Kelly van den Steen (BEL) | 61e              |
| 135              | Anabelle Dreville (FRA)   | 73e              |

| BePink BPK | BePink BPK                      | BePink BPK |
| ---------- | ------------------------------- | ---------- |
| Num        | Coureur                         | Pos        |
| 121        | Tatiana Guderzo (ITA)           | 68e        |
| 142        | Silvia Valsecchi (ITA)          | 81e        |
| 143        | Francesca Pattaro (ITA)         | AB-2       |
| 144        | Katia Ragusa * (ITA)            | 59e        |
| 145        | Nicole Steigenga* (NED)         | 74e        |
| 146        | Maria Vittoria Speretto * (ITA) | AB-1       |

| TIBCO-SVB TIB | TIBCO-SVB TIB                 | TIBCO-SVB TIB |
| ------------- | ----------------------------- | ------------- |
| Num           | Coureur                       | Pos           |
| 151           | Alison Jackson (CAN)          | 9e            |
| 152           | Nicolle Bruderer (GUA)        | NP-1          |
| 153           | Brodie Chapman (AUS)          | AB-3          |
| 154           | Ingrid Drexel (MEX)           | 77e           |
| 155           | Shannon Malseed (AUS) (route) | AB-2          |
| 156           | Valentina Scandolara (ITA)    | AB-2          |

| Trek-Drops DRP | Trek-Drops DRP             | Trek-Drops DRP |
| -------------- | -------------------------- | -------------- |
| Num            | Coureur                    | Pos            |
| 161            | Eva Buurman (NED)          | 7e             |
| 162            | Kathrin Hammes (GER)       | 65e            |
| 163            | Anna Christian (GBR)       | 86e            |
| 164            | Abby-Mae Parkinson * (GBR) | 33e            |
| 165            | Hannah Payton (GBR)        | 84e            |
| 166            | Abigail Van Twisk * (GBR)  | AB-2           |

| Movistar MOV | Movistar MOV                      | Movistar MOV |
| ------------ | --------------------------------- | ------------ |
| Num          | Coureur                           | Pos          |
| 171          | Aude Biannic (FRA) (route)        | 6e           |
| 172          | Mavi Garcia (ESP)                 | 14e          |
| 173          | Alicia Gonzalez (ESP)             | 43e          |
| 174          | Rachel Neylan (AUS)               | 67e          |
| 175          | Lourdes Oyarbide (ESP)            | 71e          |
| 176          | Malgorzata Jasinska (POL) (route) | 13e          |

| Cogeas-Mettler CGS | Cogeas-Mettler CGS         | Cogeas-Mettler CGS |
| ------------------ | -------------------------- | ------------------ |
| Num                | Coureur                    | Pos                |
| 181                | Mariia Novolodskaia* (RUS) | 69e                |
| 182                | Karina Kasenova* (RUS)     | AB-3               |
| 183                | Yelyzaveta Oshurkova (RUS) | AB-1               |
| 184                | Edwige Pitel (FRA)         | 62e                |
| 185                | Teniel Campbell * (TRI)    | 94e                |
| 186                | Agua Marina Espinola (PAR) | 78e                |

| Sélection nationale de Norvège | Sélection nationale de Norvège   | Sélection nationale de Norvège |
| ------------------------------ | -------------------------------- | ------------------------------ |
| Num                            | Coureur                          | Pos                            |
| 191                            | Stine Anderson Borgli (NOR)      | 30e                            |
| 192                            | Caroline Thorvik (NOR)           | 91e                            |
| 193                            | Birgitte Ravndal (NOR)           | 50e                            |
| 194                            | Karina Birkenes (NOR)            | AB-1                           |
| 195                            | Ingrid Moe (NOR)                 | AB-2                           |
| 196                            | Hedda Wallstrom Johansen * (NOR) | AB-3                           |

| Sélection nationale de Suède | Sélection nationale de Suède | Sélection nationale de Suède |
| ---------------------------- | ---------------------------- | ---------------------------- |
| Num                          | Coureur                      | Pos                          |
| 201                          | Sara Mustonen (SWE)          | 63e                          |
| 202                          | Sara Olsson (SWE)            | 85e                          |
| 203                          | Clara Lundmark * (SWE)       | 93e                          |
| 204                          | Alexandra Nessmar (SWE)      | 92e                          |
| 205                          | Matilda Frantzich * (SWE)    | AB-1                         |
| 206                          | Frida Knutsson * (SWE)       | AB-1                         |

## Organisation et règlement

### Organisation
L'organisation est réalisée par Ladies Tour of Norway AS. Le directeur de l'organisation est Roy Moberg. Le directeur technique est Anders Eia Linnestad.

### Règlement de la course

#### Délais
Lors d'une course cycliste, les coureurs sont tenus d'arriver dans un laps de temps imparti à la suite du premier pour pouvoir être classés. Les délais prévus sont de 10 % pour toutes les étapes en ligne. La règle des trois kilomètres s'applique conformément au règlement UCI.

#### Classements et bonifications
Le classement général individuel au temps est calculé par le cumul des temps enregistrés dans chacune des étapes parcourues. Des bonifications et d'éventuelles pénalisations sont incluses dans le calcul du classement. Le coureur qui est premier de ce classement est porteur du maillot jaune. En cas d'égalité au temps, les centièmes de secondes du contre-la-montre sont pris en considération. En cas de nouvelle égalité, la somme des places obtenues sur chaque étape départage les concurrentes.
Des bonifications sont attribuées dans cette épreuve. Des sprints intermédiaires donnent trois, deux et une seconde de bonifications aux trois premières.

##### Classement par points
Le maillot vert, récompense le classement par points. Celui-ci se calcule selon le classement lors des arrivées d'étape.
Les étapes en ligne attribuent aux six premières des points selon le décompte suivant : 7, 5, 4, 3, 2 et 1. Les sprints intermédiaires attribuent : 5, 3 et 1 point aux trois premières. En cas d'égalité, les coureurs sont prioritairement départagés par le nombre de victoires d'étapes puis nombre de victoires lors des sprints intermédiaires. Si l'égalité persiste, la place obtenue au classement général entrent en compte. Pour être classé, un coureur doit avoir terminé la course dans les délais.

##### Classement de la montagne
Le maillot blanc à pois rouge, récompense le classement de la montagne. Les monts  attribuent 4, 3, 2 et 1 point aux quatre premières. En cas d'égalité, le nombre de première places sur les grand prix des monts sont décomptés. Si l'égalité persiste, la place obtenue au classement général entrent en compte.

##### Classement de la meilleure jeune
Le classement de la meilleure jeune ne concerne qu'une certaine catégorie de coureuses, celles étant âgées de moins de 23 ans. C'est-à-dire aux coureuses nées après le 1er janvier 1996. Ce classement, basé sur le classement général, attribue au premier un maillot blanc.

##### Classement de la meilleure Norvégienne
Le classement de la meilleure Norvégienne ne concerne qu'une certaine catégorie de coureuses, celles de nationalité norvégienne. Ce classement, basé sur le classement général, attribue au premier un maillot avec un drapeau norvégien dessus. Il est facultatif.

##### Classement de la meilleure équipe
Le temps au classement général des trois meilleures coureuses de chaque équipe est additionné. En cas d'égalité, les places des trois meilleures coureuses de chaque équipe sont additionnées.

##### Répartition des maillots
Chaque coureuse en tête d'un classement est porteuse du maillot ou du dossard distinctif correspondant. Cependant, dans le cas où une coureuse dominerait plusieurs classements, celle-ci ne porte qu'un seul maillot distinctif, selon une priorité de classements. Le classement général au temps est le classement prioritaire, suivi du classement par points, du classement de la montagne, du classement de la meilleure jeune et de celui de la meilleure Norvégienne. Si ce cas de figure se produit, le maillot correspondant au classement annexe de priorité inférieure n'est pas porté par celui qui domine ce classement mais par son deuxième.

#### Primes
Les étapes en ligne, permettent de remporter les primes suivantes:
| Position | 1er   | 2e    | 3e    | 4e    | 5e    | 6e    | 7e    | 8e    | 9e    | 10e   |
| Prix     | 600 € | 350 € | 250 € | 225 € | 200 € | 185 € | 160 € | 150 € | 150 € | 150 € |

En sus, les coureuses placées de la 11e à la 15e place gagnent 100 €.
Le classement général final attribue les sommes suivantes :
| Position | 1er     | 2e      | 3e    | 4e    | 5e    | 6e    | 7e    | 8e    | 9e    | 10e   |
| Prix     | 2 000 € | 1 000 € | 500 € | 200 € | 150 € | 150 € | 150 € | 150 € | 150 € | 150 € |

En sus, les coureuses placées de la 11e à la 15e place gagnent 100 €.

#### Prix
Les classements par points, de la montagne, de la meilleure jeune, de la meilleure Norvégienne et de la meilleure équipe attribue 300 € à son vainqueur.